# Historia medieval de Tesalónica
La historia medieval de Tesalónica se refiere a la historia de la ciudad de Tesalónica y el territorio próximo durante la Edad Media, primero como ciudad de Tesalónica (capital de la prefectura pretoriana de Ilírico después de 379), luego como Tema de Tesalónica y más tarde como Reino latino de Tesalónica.

## Saqueo de Tesalónica
El saqueo de Tesalónica (904) por la armada musulmana, bajo la dirección del griego converso al Islam, León de Trípoli.

## Batallas de las guerras búlgaro-bizantinas
- Batalla de Salónica (966) - victoria búlgara sobre los bizantinos
- Batalla de Salónica (1004) - victoria búlgara sobre los bizantinos
- Batalla de Salónica (1014) - victoria bizantina sobre los búlgaros
- Batalla de Salónica (1040) - victoria búlgara sobre los bizantinos
- Batalla de Salónica (segunda de 1040) - victoria bizantina sobre los búlgaros

## Reino de Tesalónica
Después de la cuarta cruzada, Tesalónica (en griego: Θεσσαλονίκη, romanizado: Thessalonikē) se convirtió en la capital del Reino de Tesalónica creado por Bonifacio de Montferrato. En 1224 la ciudad fue tomada por Teodoro Comneno Ducas de Epiro, cuya familia mantuvo el control de la misma hasta 1246. En ese año Tesalónica fue anexada al Imperio de Nicea y volvió así a quedar bajo el dominio bizantino. Sin embargo, la ciudad y sus alrededores se convirtieron en una jurisdicción especial confiada a los gobernantes de varios miembros de la casa imperial desde 1376 hasta su cesión a la República de Venecia en 1423. Durante el período intermedio Tesalónica resistió con éxito los ataques de la Compañía catalana en 1308 y de Esteban Dušan en 1334.

## Zelotes de Tesalónica
En el período de 1342-1349 Tesalónica fue una comuna virtualmente independiente en manos de los zelotes.

## Sitio otomano y conquista
La ciudad cayó en manos de los turcos en 1387 después de un ataque que comenzó en 1383. Fue recuperada para el Imperio bizantino por los términos del tratado firmado con el Imperio otomano en 1403. Incapaz de mantener Tesalónica contra los turcos, su gobernante, el déspota Andrónico Paleólogo, la cedió a la República de Venecia en 1423, pero los venecianos no pudieron evitar su caída ante los turcos en 1430.